# Davit Margošvili
Davit (Daud) Margošvili (* 11. srpna 1980) je bývalý gruzínský judista čečenské národnosti.

## Sportovní kariéra
Jeho rodina pochází z Pankiského údolí Velkého Kavkazu, které obývají čečenští Kistové. Zápasení se věnoval od dětství, v jeho stylu se mísilo několik zápasnických stylů. V roce 1999 se poprvé objevil v gruzínské judistické reprezentaci vedené Šotou Chabarelim. V roce 2000 neuspěl v gruzínské olympijské nominaci v pololehké váze do 66 kg na úkor Giorgi Vazagašviliho. V roce 2004 se kvalifikoval na olympijské hry v Athénách. V úvodním kole nestačil na Bulhara Georgi Georgieva, ale přes opravy se probojoval do boje o třetí místo proti Kubánci Yordanisi Arencibiovi. Od úvodu na svého soupeře nestačil, nejprve ho Arencibia hodil technikou sode-curikomi-goši na wazari a v další akci katagurumou na wazari-ippon. Obsadil 5. místo.
Od zimy roku 2006 startoval v lehké váze do 73 kg, ale na jaře téhož roku jeho sportovní kariéru ukončila nešťastná událost. Při hádce střelil svého příbuzného, který později v nemocnici zraněním prodlehl. Byl zatčen a odsouzen do vězení.

## Výsledky
| Olympijské hry     |    |   | —   |     |   |     | 5.  |    |  |  |
| Mistrovství světa  |    | — |     | úč. |   | úč. |     | 5. |  |  |
| Mistrovství Evropy | —  | — | úč. | 2.  | — | 2.  | úč. | 5. |  |  |
| ME juniorů         | 1. | — |     |     |   |     |     |    |  |  |